# Giáo hoàng Hônôriô IV
Hônôriô IV (Latinh: Honorius IV) là vị giáo hoàng thứ 190 của giáo hội công giáo.
Theo niên giám tòa thánh năm 1806 thì ông đắc cử Giáo hoàng năm 1285 và ở ngôi Giáo hoàng trong 2 năm 2 ngày. Niên giám tòa thánh năm 2003 xác định ông đắc cử Giáo hoàng ngày 2 tháng 4 năm 1285, ngày khai mạc chức vụ mục tử đoàn chiên chúa là ngày 20 tháng 5 và ngày kết thúc triều đại của ông là ngày 3 tháng 4 năm 1287.

## Trước khi thành giáo hoàng
Honorius IV sinh tại Rôma trong gia đình Savelli với tên là Giacomo Savelli. Là hậu duệ của một dòng dõi quý tộc Rôma, ông được Urbanus IV bổ nhiệm làm hồng y và là cháu gọi Hônôriô III bằng ông bác, người mà ông lấy tên tục để lên ngôi Giáo hoàng.
Người ta biết rất ít về cuộc đời của ông trước khi ông lên ngôi Giáo hoàng. Ông đã học ở đại học Paris. Ông đã kết hôn trước khi ông giữ những chức vụ ở Tòa thánh và có ít nhất hai người con trai. Ông đã trở thành tu sĩ sau khi vợ ông qua đời và là vị Giáo hoàng cuối cùng đã kết hôn (The Cardinals of the Holy Roman Church: Cardinal Giacomo Savelli).

## Giáo hoàng
Ông quan tâm đến việc thiết lập trật tự trong các nước thuộc quyền Giáo hoàng, cố gắng lập lại trật tự cho Rôma. Ông đã loại ra khỏi giáo hội những tên cướp phá giáo hội. Khi người kế vị Carles I d’Anjou từ trần năm 1285, tù nhân của người Aragon, ông đứng về phía Angevins và không công nhận Peter Aragon là vua của Sicilia.
Hônôriô IV giới thiệu cho Đại học Paris ngành nghiên cứu về các ngôn ngữ đông phương, giúp đỡ trường này và cố gắng tạo nên những mối quan hệ gần gũi hơn với Giáo hội Hy Lạp. Ông cũng đạt được một vài thoả thuận với Hồi giáo. Ông cổ vũ các dòng hành khất nhưng lên án giáo phát Tông đồ là giáo phái, ở Parma ca tụng sự khó nghèo Phúc âm. 
Ông từ trần ngày 3 tháng 4 năm 1287.